# Pseudochiridium vachoni
Pseudochiridium vachoni je vrsta lažištipavaca iz porodice Pseudochiridiidae.

## Rasrostranjenost
Ova vrsta je endemična za otočje Glorieuses u Mozambičkom kanalu, u okrugu Raspršeni otoci u Francuskim južnim i antarktičkim teritorijima.

## Opis
Ženski holotip mjeri 1200 mm.

## Etimologija
Ova je vrsta nazvana u čast Maxa Vachona.